# Bulletproof (canción de La Roux)
«Bulletproof» es una canción del dúo británico de electropop La Roux, compuesta y producida por Elly Jackson y Ben Langmaid e incluida en su álbum debut homónimo La Roux (2009). La compañía  Polydor Records la publicó originalmente el 18 de junio de 2009 como el tercer sencillo del disco. «Bulletproof» logró un éxito en las listas. En Reino Unido llegó a la cima de la lista oficial del país, mientras que llegó a la octava posición en Estados Unidos. Además, alcanzó los diez primeros lugares en países como Austria, Australia, Bélgica, Irlanda, Nueva Zelanda y la lista European Hot 100 Singles. También recibió discos de plata, oro y platino en varios mercados y figuró en las listas de fin de año de Reino Unido, Alemania, Australia y Estados Unidos, entre otros.
«Bulletproof» recibió reseñas favorables de la crítica, al ser calificado con cinco estrellas de cinco por parte de los medios Digital Spy y la BBC. Sumado a ello, figuró en la vigésimo quinta posición de las 25 mejores canciones de 2009 de la revista Rolling Stone. La Roux interpretó la canción en los programas estadounidenses The Ellen DeGeneres Show y Last Call with Carson Daly. Su videoclip fue dirigido por UFO y The Holograms y cuenta con referencias a las obras de Piet Mondrian. Múltiples artistas versionaron el tema para sus respectivos álbumes, tales como Natalia Kills y Melody Thornton, y apareció en videojuegos como Rock Band y Dance Central 2. Además, ha sido utilizada en las series de televisión Cougar Town y Ugly Betty.

## Recepción crítica
«Bulletproof» recibió reseñas positivas de los críticos de la música. El editor musical Nick Levine de Digital Spy dio a la canción cinco estrellas y lo describió como «un efecto brillante y juguetón del electropop de Yazoo con un estribillo tan inmediato como el de "In for the Kill"» y añadió que «la voz de Jackson es menos aguda esta vez, pero sale de pronto un idiota y le informa que ella no la dejará hacer eso de nuevo». Fraser McAlpine del blog gráfico de la BBC, que también le dio a la canción cinco estrellas, afirmó que «la frase que más aparece es algo así como: «Sí, 'Bulletproof' es genial, pero..., lo que nos hace suponer que puede ser una canción que posee poderes de persuasión mágicos». Continuó explicando las cinco razones que hacían que la canción fuera buena: «estrofas maravillosas, un estribillo maravilloso, la música lleva muy bien a la canción, no hay tantas notas agudas y la inclusión del vocoder». «Bulletproof» fue incluido en el puesto veinticinco de la lista de las «25 mejores canciones de 2009» de la revista Rolling Stone.

## Recepción comercial
«Bulletproof» obtuvo una recepción comercial favorable. En Reino Unido, debutó directamente en el puesto número uno, en la edición del 4 de julio de 2009. Un día después de haber sido publicado en CD y en vinilo, fue certificado con un disco de plata por la British Phonographic Industry (BPI) por la venta de 200 000 copias en el país. Por otro lado, en Austria debutó en el puesto 58 de la lista oficial el 14 de agosto de 2009. Luego de siete semanas, el 2 de octubre, alcanzó su máxima posición en el número tres. En la región Flamenca de Bélgica, entró en la casilla veintitrés, y tras ocho ediciones, ocupó la posición más alta en el número cinco. Entró por primera vez en la décima posición de la lista de Irlanda, y, luego de cuatro semanas, alcanzó el puesto número cinco. Ocupó los veinte mejores lugares en mercados como Alemania, la región Valona de Bélgica, Eslovaquia y Noruega. También se posicionó en el top treinta de Dinamarca, Hungría, Países Bajos, República Checa, y finalmente en los cuarenta de Suecia y Suiza. Por posicionarse en la mayoría de las listas europeas, se ubicó en el puesto número seis de la lista European Hot 100 Singles de Billboard.
En Norteamérica, el sencillo alcanzó la posición ocho del Billboard Hot 100 de Estados Unidos. También apareció en las listas Adult Contemporary, Adult Pop Songs, Pop Songs, Radio Songs y Digital Songs, en las posiciones trigésima, decimoquinta, sexta, décima y séptima, respectivamente. Por último, alcanzó la cima en los conteos Heatseakers Songs y Dance Club Songs. Por las ventas de más de 2 000 000 de copias, la Recording Industry Association of America (RIAA) lo certificó con dos discos de platino. En Canadá ocupó la posición cuarenta y cinco y la Canadian Recording Industry Association (CRIA) lo condecoró con disco de platino, tras la venta de 40 000 copias en formato digital. Entró en los diez primeros lugares en las listas de Australia y Nueva Zelanda, donde el primero lo certificó con disco de platino y el último con oro. Finalmente, ocupó la posición ochenta y nueva de Oricon, la lista oficial de Japón.

## Vídeo musical e interpretaciones en directo
Dirigido por UFO y The Holograms, el vídeo comienza con varios modelos retro y diseños geométricos en la primera escena. A continuación, la cámara muestra a Jackson sentada en una silla en un lugar luminoso, con los ojos cerrados. La canción comienza a sonar, Jackson sale de la silla y la cámara se aleja para mostrar los diseños al azar de La Roux, que se muestran detrás de ella. Sigue caminando, cantando la canción en sí. En el estribillo, se detiene y entonces la canción empieza a construir el coro y ella comienza a caminar nuevamente, mientras que las formas en 3D saltan alrededor de ella. El vídeo concluye con Jackson sentada atrás en el ambiente oscuro con los ojos abiertos. Durante todo el vídeo, Jackson hace referencias a las obras de rombo de Piet Mondrian.
La Roux interpretó por primera vez «Bulletproof» el 3 de noviembre de 2009 en Last Call with Carson Daly, mientras que en el programa de entrevistas The Ellen DeGeneres Show la interpretó el 16 de marzo de 2010.

## Versiones, apariciones en videojuegos y otros medios
«Bulletproof» ha sido versionada por múltiples artistas, además de ser interpretada en directo. En 2010, la banda australiana de pop clásico Aston realizó una versión de «Bulletproof» que se incluyó en su álbum debut homónimo. El grupo estadounidense de crunkcore, Family Force, realizó una versión que se incluyó en su álbum recopilatorio Punk Goes Pop 3, lanzado el 1 de noviembre de 2010, y fue versionada por Kidz Bop 19. Una versión hi-NRG/eurodance fue grabado por Belle Lawrence. Una muestra se puede escuchar en la página web oficial de Almighty Records. La cantante Melody Thornton y Bobby Newberry interpretaron una versión de la canción para el mixtape de Thornton POYBL. Natalia Kills la tocó en una versión acústica en Radio Hamburg, Alemania, a finales de enero de 2011. Por otro lado, la cantante de Corea del Sur NS Yoon Ji realizó un muestreo en su sencillo «Don't Go Back», lanzado en mayo de 2010. Durante la tercera temporada del concurso de NBC The Voice, en las rondas de knockout, la concursante Melanie Martinez versionó «Bulletproof» y logró avanzar a la siguiente etapa.
Además de ser versionada por distintos artistas, fue utilizada para varios videojuegos. El 3 de agosto de 2010, «Bulletproof» fue puesta a disposición como canción descargable para Rock Band, además de ser incluida en Dance Central 2, publicada el 25 de octubre de 2011 y en Singstar+dance para PlayStation 3. «Bulletproof» fue utilizado en el episodio piloto de la serie de televisión Cougar Town, que fue estrenada el 23 de septiembre de 2009. También, se escuchó en el quinto episodio de la cuarta temporada de la comedia dramática Ugly Betty, titulado «Plus None» y estrenado el 6 de noviembre de 2009. La patinadora artística de Corea del Sur, Kim Yu-na, campeona de los Juegos Olímpicos de Vancouver 2010, debutó en un programa de exposiciones con «Bulletproof», en julio de 2010.

## Lista de canciones y formatos
| Sencillo en CD lanzado en el Reino Unido |                               |          |  |
| N.º                                      | Título                        | Duración |  |
| 1.                                       | «Bulletproof»                 | 3:25     |  |
| 2.                                       | «Bulletproof» (DJ Zinc Remix) | 4:49     |  |
| 3.                                       | «Bulletproof» (Tepr Remix)    | 5:36     |  |

| Sencillo de 7" lanzado en el Reino Unido |               |          |  |
| N.º                                      | Título        | Duración |  |
| 1.                                       | «Bulletproof» | 3:25     |  |

| EP de iTunes lanzado en el Reino Unido |                                      |          |  |
| N.º                                    | Título                               | Duración |  |
| 1.                                     | «Bulletproof»                        | 3:25     |  |
| 2.                                     | «Bulletproof» (DJ Zinc Remix)        | 5:48     |  |
| 3.                                     | «Bulletproof» (Tepr TsunAimee Remix) | 5:35     |  |

| Sencillo en CD lanzado en los Estados Unidos |                                        |          |  |
| N.º                                          | Título                                 | Duración |  |
| 1.                                           | «Bulletproof»                          | 3:25     |  |
| 2.                                           | «Bulletproof» (Tepr TsunAimee)         | 5:35     |  |
| 3.                                           | «Bulletproof» (DJ Zinc Remix)          | 5:48     |  |
| 4.                                           | «Bulletproof» (Lagos Boys Choir Remix) | 5:16     |  |

| EP de iTunes - Remezclas lanzado en los Estados Unidos |                                              |          |  |
| N.º                                                    | Título                                       | Duración |  |
| 1.                                                     | «Bulletproof» (Dave Audé Cherry Radio Remix) | 3:55     |  |
| 2.                                                     | «Bulletproof» (Manhattan Clique Remix Radio) | 3:27     |  |
| 3.                                                     | «Bulletproof» (Tepr TsunAimeeç Remix)        | 5:35     |  |
| 4.                                                     | «Bulletproof» (DJ Zinc Remix)                | 5:49     |  |
| 5.                                                     | «Bulletproof» (Lagos Boys Choir Remix)       | 5:16     |  |

| The Gold — EP |                                              |          |  |
| N.º           | Título                                       | Duración |  |
| 1.            | «Bulletproof» (En vivo desde Shepherds Bush) | 5:26     |  |
| 2.            | «Bulletproof» (Tim Bran Remix)               | 3:26     |  |
| 3.            | «Bulletproof» (Tiborg Remix)                 | 3:27     |  |
| 4.            | «Bulletproof» (Fred Falke)                   | 7:48     |  |

## Posicionamiento en listas
| País (Lista 2009–10)                | Mejor posición |
| ----------------------------------- | -------------- |
| Alemania                            | 13             |
| Australia                           | 5              |
| Austria                             | 3              |
| Bélgica Flandes                     | 5              |
| Bélgica Valonia                     | 20             |
| Canadá                              | 45             |
| Dinamarca                           | 25             |
| Eslovaquia                          | 16             |
| Estados Unidos (Billboard Hot 100)  | 8              |
| Estados Unidos (Adult Contemporary) | 30             |
| Estados Unidos (Adult Pop Songs)    | 15             |
| Estados Unidos (Heatseakers Songs)  | 1              |
| Estados Unidos (Dance Club Songs)   | 1              |
| Estados Unidos (Pop Songs)          | 6              |
| Estados Unidos (Radio Songs)        | 10             |
| Estados Unidos (Digital Songs)      | 7              |
| Hungría                             | 28             |
| Irlanda                             | 5              |
| Japón                               | 89             |
| Noruega                             | 18             |
| Nueva Zelanda                       | 7              |
| Países Bajos                        | 29             |
| Reino Unido                         | 1              |
| República Checa                     | 21             |
| Suecia                              | 47             |
| Suiza                               | 42             |
| Unión Europea                       | 6              |

| País (Lista 2009)                  | Posición |
| ---------------------------------- | -------- |
| Alemania                           | 61       |
| Australia                          | 47       |
| Austria                            | 28       |
| Bélgica (Flandes)                  | 67       |
| Estados Unidos (Dance Club Songs)  | 42       |
| Países Bajos                       | 213      |
| Reino Unido                        | 24       |
| País (Lista 2010)                  | Posición |
| Estados Unidos (Billboard Hot 100) | 42       |

## Certificaciones
| País (organismo certificador) | Certificación |
| ----------------------------- | ------------- |
| Australia (ARIA)              | Platino       |
| Canadá (CRIA)                 | Platino       |
| Estados Unidos (RIAA)         | 2x Platino    |
| Nueva Zelanda (RIANZ)         | Oro           |
| Reino Unido (BPI)             | Plata         |

## Historial de lanzamientos
| País           | Fecha               | Discográfica            | Formato                           |
| -------------- | ------------------- | ----------------------- | --------------------------------- |
| Reino Unido    | 18 de junio de 2009 | Polydor                 | Descarga digital                  |
| Reino Unido    | 22 de junio de 2009 | Polydor                 | Sencillo en CD y disco de vinilo  |
| Estados Unidos | 21 de julio de 2009 | Cherrytree e Interscope | Sencillo en CD y descarga digital |
| Estados Unidos | 11 de mayo de 2010  | Cherrytree e Interscope | EP de Oro digital                 |

## Créditos y personal
- Composición: Elly Jackson y Ben Langmaid
- Producción: Ben Langmaid
- Mezcla: Serban Ghenea
- Ingeniería: John Hanes
- Asistente de ingeniería: Tim Roberts
- Dirección: Tony Beard
- Dirección de arte, diseño: Alexander Brown
- Fotografía: Andy Whitton

Fuente: Discogs.